# 卡洛斯·拉斐尔·罗德里格斯
卡洛斯·拉斐尔·罗德里格斯（西班牙語：Carlos Rafael Rodríguez，1913年5月23日—1997年12月8日）是古巴著名经济学家、全国土地改革委员会主席，被一些外媒称为是古巴的“经济沙皇”。

## 生平
1913年，出生于西恩富戈斯。
1932年，参加反格拉多·马查多的政治斗争。
1937年，入党。
1942年，为富尔亨西奥·巴蒂斯塔总统的内阁成员。
1959年，领导临时革命政府的国家土地改革研究所。
1962年，为外交部副部长。
1976年，为部长会议副主席。
1997年，去世。